# Egon Vaupel

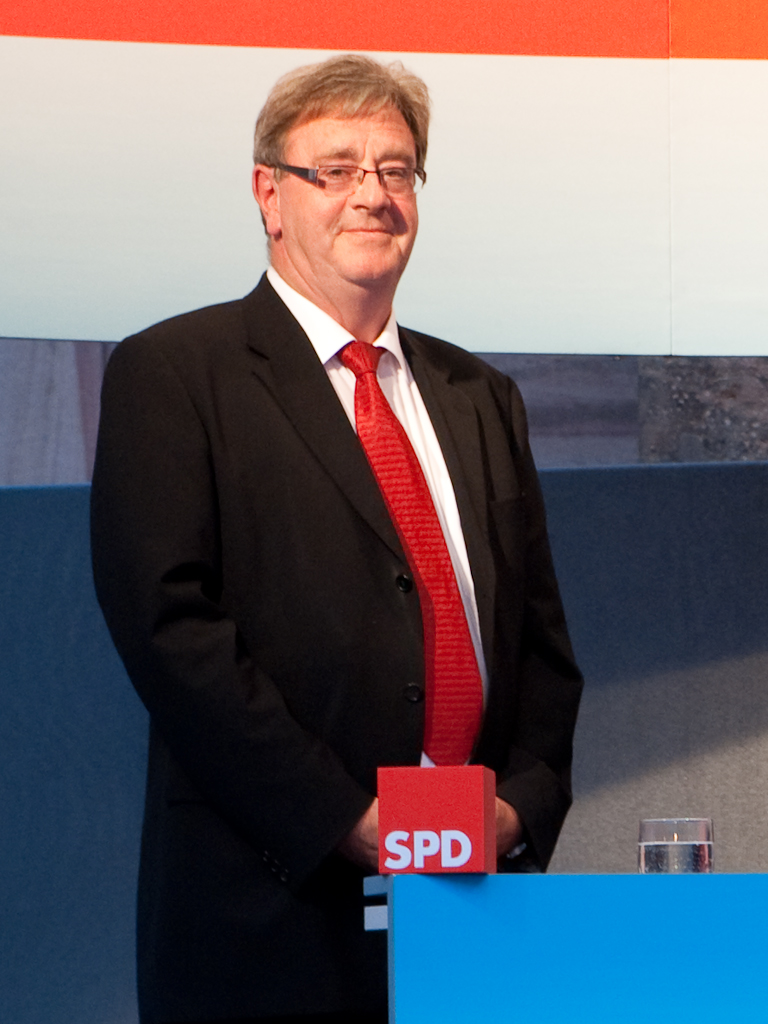
Egon Vaupel bei einer Wahlkampfveranstaltung im September 2009

Egon Vaupel (* 15. November 1950 in Schlierbach) ist ein deutscher Politiker (SPD) und war zwischen 2005 und 2015 der Oberbürgermeister der Stadt Marburg.

## Leben
Vaupel absolvierte nach der Mittleren Reife in Dillenburg eine Ausbildung zum Großhandelskaufmann und war dort bis zum Jahr 1974 als Angestellter in der Industrie tätig. Ab 1975 arbeitete er an verschiedenen Standorten für die hessische Finanzverwaltung.
Im Jahr 1997 wurde Vaupel zunächst zum Bürgermeister, 2005 mit 52,5 Prozent der gültigen Stimmen im ersten Wahlgang zum Oberbürgermeister der Stadt Marburg gewählt und trat sein Amt als Nachfolger von Dietrich Möller am 1. Juli 2005 an. 2011 wurde er mit 59,3 Prozent im ersten Wahlgang für weitere sechs Jahre im Amt bestätigt.
Am 30. Oktober 2014 teilte Vaupel jedoch mit, dass er sein Amt nach Vollendung seines 65. Lebensjahrs aus gesundheitlichen Gründen am 30. November 2015 niederlegen wird. Er hatte im Oktober 2013 einen schweren Herzinfarkt erlitten. Am 30. November 2015 wurde Vaupel im Rahmen der Verabschiedung die Ehrenbürgerschaft der Stadt Marburg sowie der Hessische Verdienstorden am Bande verliehen. Sein Nachfolger Thomas Spies (SPD) trat am 1. Dezember 2015 das Amt an.
Im Jahr 2012 war Egon Vaupel auf Vorschlag seiner Partei Mitglied der 15. Bundesversammlung.
Seit August 2016 ist Egon Vaupel Vorsitzender der Fußballabteilung der Sportfreunde Blau-Gelb Marburg.